# Bélyegmúzeum

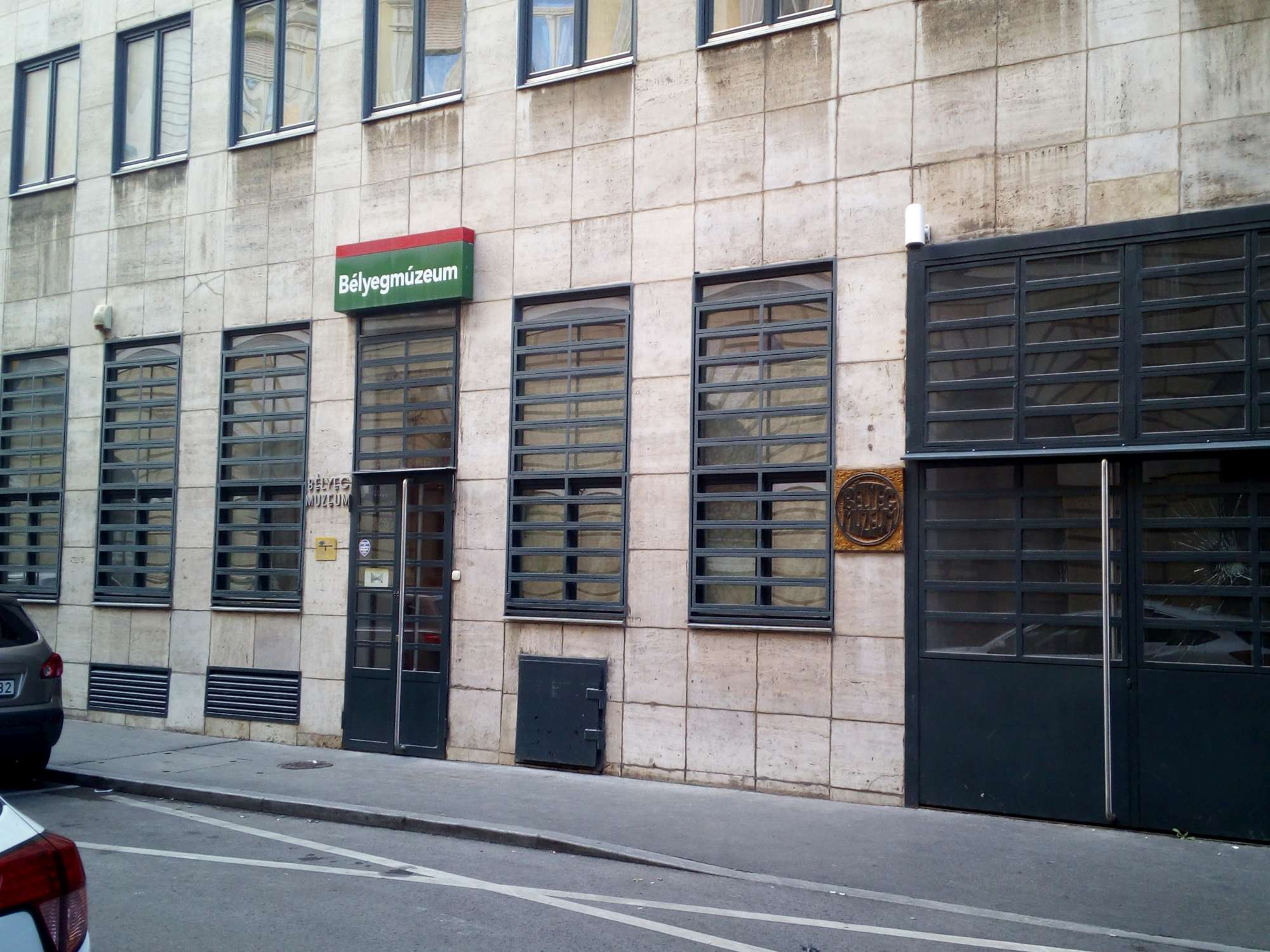
Eingang zum Briefmarkenmuseum

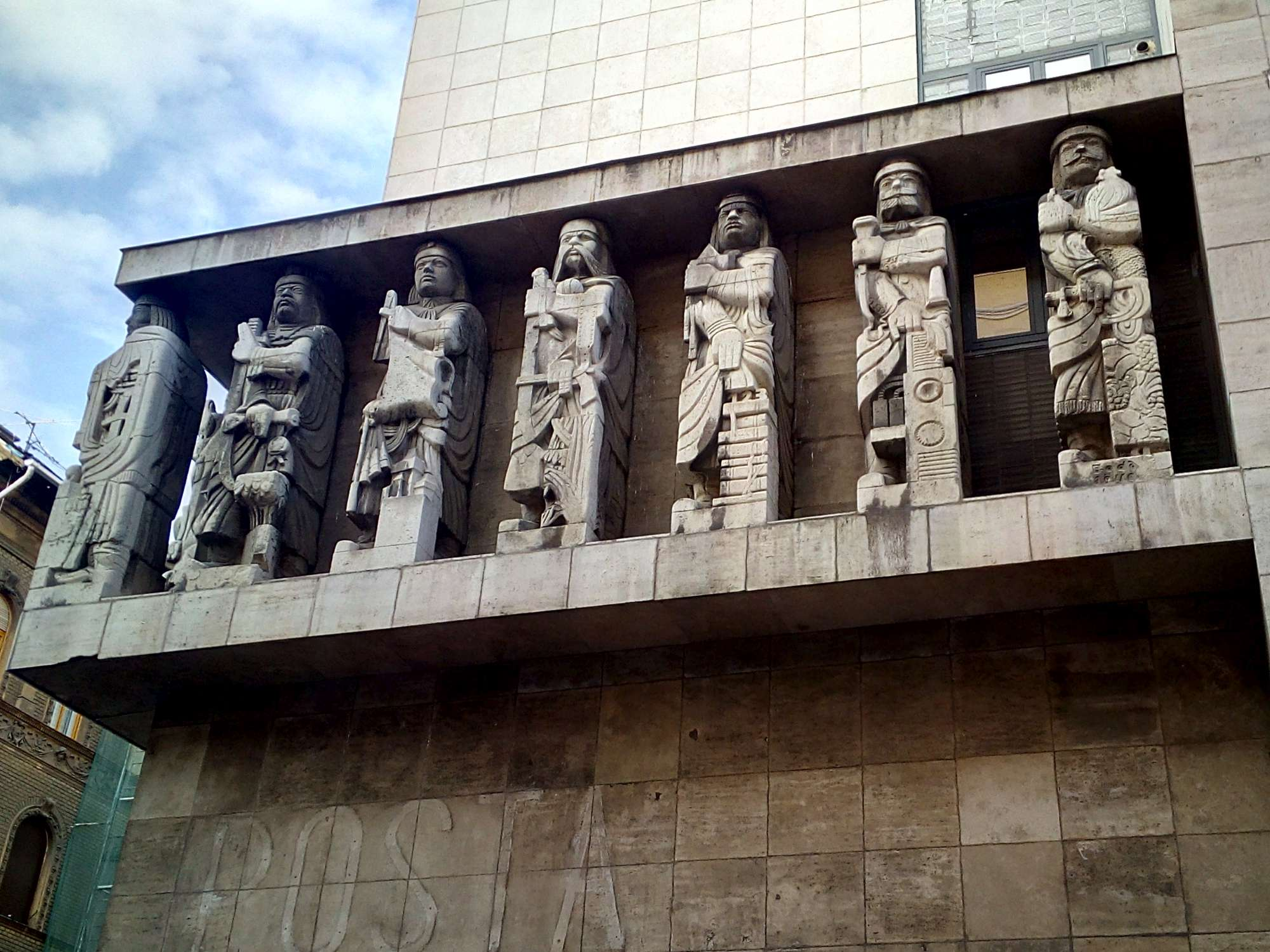
Statuen am Briefmarkenmuseum

Bélyegmúzeum (deutsch Briefmarkenmuseum) ist ein Briefmarkenmuseum in der ungarischen Hauptstadt Budapest. Es befindet sich in der Hársfa utca 47 im VII. Bezirk. Angegliedert an das Museum ist eine Fach- und Forschungsbibliothek.

## Geschichte
Im Jahr 1867 nahm die Königlich Ungarische Postverwaltung ihren Betrieb auf und 1871 wurden die ersten in Ungarn gedruckten Briefmarken herausgegeben. Die Ungarische Post gründete daraufhin eine sogenannte Wertzeichensammlung, in der je ein Exemplar der ungarischen Briefmarken aufbewahrt wurde. Ergänzt wurde die Sammlung durch ausländische Briefmarken, die durch Kauf oder Tausch erworben wurden.
Diese Sammlung wurde nach 1910 durch die private Briefmarkensammlung von Frigyes Mirkó Poppovits erweitert, die mehrere Tausend Exemplare umfasste. Bereits in den 1920er Jahren gab es den Plan, ein Briefmarkenmuseum einzurichten, das schließlich am 28. April 1930 in Anwesenheit des Handelsministers János Bud eröffnet wurde. Es befand sich im obersten Stockwerk des Postpalastes in der Krisztina körút, wo die Oberpostdirektion ihren Sitz hatte. Das ausgestellte Material umfasste damals insgesamt ungefähr 56.000 Briefmarken. Das Museum war zunächst jeden Dienstag und Freitag für die Öffentlichkeit zugänglich, der Eintrittspreis betrug 40 Fillér pro Person. Der erste Direktor des Museums war József Horváth.
Im November 1940 zog das Museum an den neuen Standort in der Hársfa utca um, in eines der damals modernsten Gebäude Budapests, das von Gyula Rimanóczy im modernistischen Stil in Anlehnung an das Bauhaus entworfenen wurde, und das mit einem speziellen Beleuchtungssystem zum Schutz der Briefmarkensammlung und einem automatischen Brandschutzsystem ausgestattet war. Die Sammlung umfasste zu dieser Zeit bereits 89.000 Exemplare. 1941 wurde das Museum aufgrund des Krieges geschlossen und das Material der Ausstellung in gepanzerten Truhen gelagert und an verschiedenen Orten untergebracht. Die vollständige und unversehrte Sammlung konnte 1946 an die Post zurückgegeben werden. Nach dem Krieg wurde das Gebäude renoviert und bekam seine heutige Form. Während des Ungarischen Volksaufstandes  1956 wurde das Museum noch einmal für ein halbes Jahr geschlossen. Danach gab es mehrfach Umbauten und Modernisierungen.

## Ausstellungen
Die Dauerausstellung umfasst mittlerweile ungefähr 500.000 Briefmarken und besteht aus zwei große Teilen, der ungarischen und der ausländischen Sammlung. Letztere ist nach Kontinenten und innerhalb dieser nach Ländern gegliedert. Die Briefmarken sind jeweils in chronologischer Reihenfolge geordnet. Darüber hinaus befinden sich in der Sammlung Utensilien zum Herstellungsprozess ungarischer Briefmarken, von Skizzen über Originalgrafiken bis hin zu Druckwerkzeugen. Neben der Dauerausstellung gibt es ständig Sonderausstellungen. Weiterhin organisiert das Museum jedes Jahr externe Ausstellungen zu verschiedenen Themen, die in anderen Museen, Schulen, Universitäten, Postämtern, Kulturzentren  oder Einkaufszentren besichtigt werden können. Ein weiteres Angebot sind museumspädagogische Veranstaltungen.

## Museumsleitung
Folgende Personen hatten unter anderem die Leitung des Museums:
- József Horváth
- Jenő Takács
- Istvánné Bizzer
- Józsefné Papp
- Tamásné Csegezi
- Jánosné Solymosi
- Gabriella Nikodém
- Jenő Szabó (aktuell)